# 馬崗漁村聚落建築群
25°00′49″N 122°00′07″E / 25.013590°N 122.001838°E

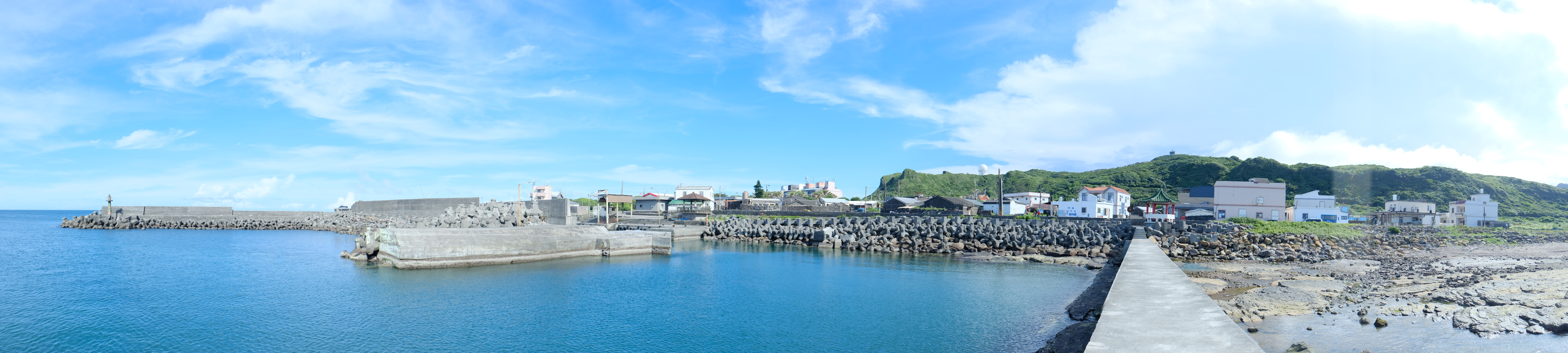
馬崗漁村

馬崗漁村為台灣本島最東邊的聚落，位於新北市貢寮區三貂角，居民過去多以漁業為生，而聚落中仍有許多當地特有的傳統石頭厝。

## 介紹

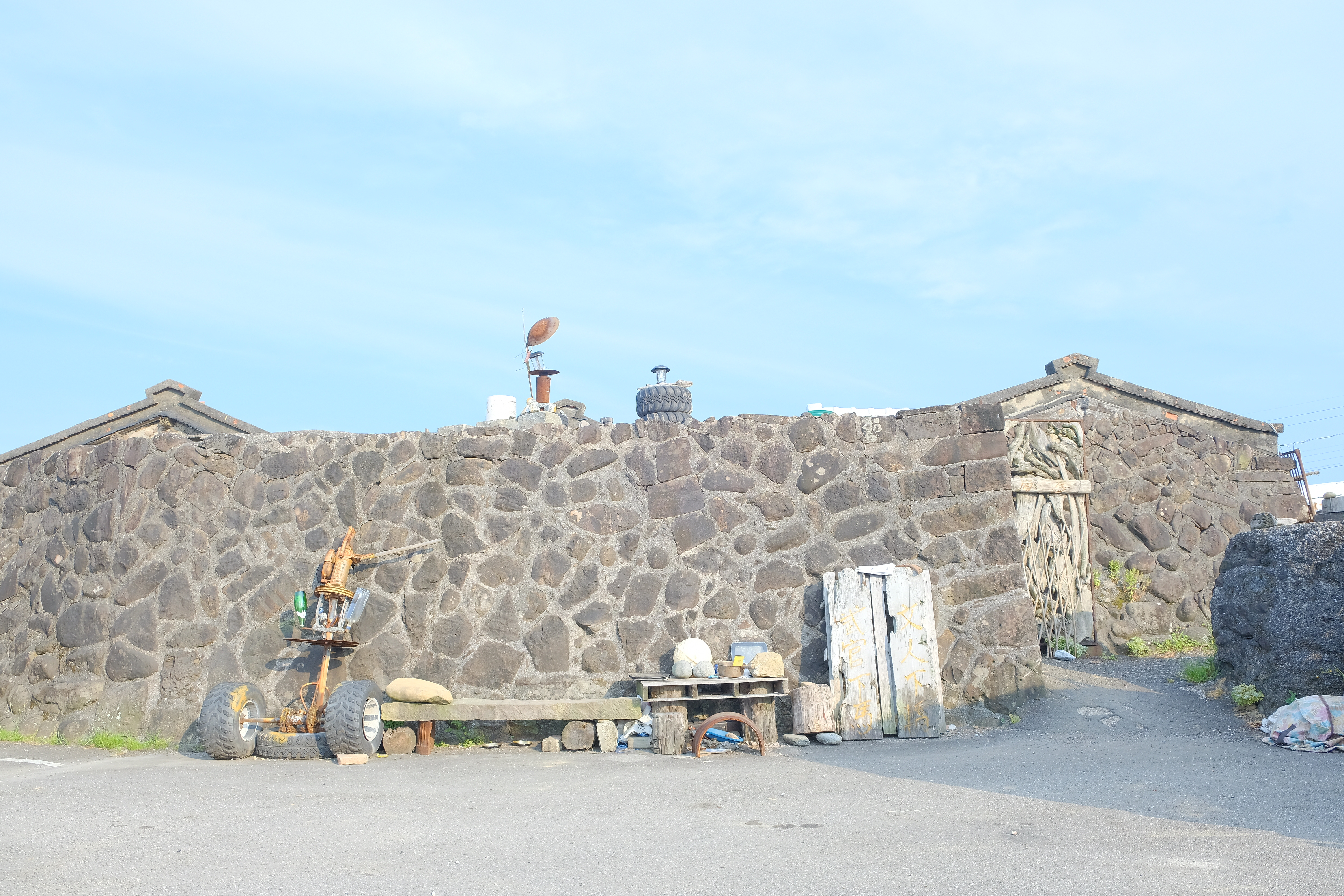
馬崗傳統石頭厝

馬崗為傳統的漁村聚落，居民過去多從事漁業捕撈。石頭厝為台灣東北角海岸特有的建築形式，早年在北海岸和東北角至宜蘭一帶皆有分布，如今只有馬崗仍保有24棟完整的石頭厝，其建材自在地石頭與礁石，採用砌石、疊石頭工法蓋屋。而為了抵禦強烈風浪，其屋簷皆不高，且靠海一側的石頭厝還另設有防風牆。馬崗聚落位於1982年劃定的東北角暨宜蘭海岸國家風景區範圍內，因為風景區內實行禁建，不得任意改建房舍，至今仍保存許多石頭厝。行政院在2010年3月提出「改善庶民生活行動方案」，透過區段徵收將土地解編並變更地目，在予以標售重新開發，但此方案因引發與論譁然而中止。然而自2012年開始，一些大型開發商陸續在馬崗收購土地，加上部分居民祖厝並沒有土地登記，許多人都在不知情的狀況下才發現土地已被轉賣。
為了保留石頭厝的歷史文化價值，當地居民向新北市文化局申請提報為「聚落建築群」，其中部分建築初步被認為具有「暫定古蹟」的資格。文資審議委員經評估認為馬崗漁村的許多石頭屋已改建，且整體環境類似於東北角其他漁村，缺乏獨特性，馬岡漁村的人群移居、家系構成至宗族發展亦缺乏完整歷史脈絡與紋理，於2019年7月的文資審議大會中決議不登錄為聚落建築群。馬崗漁村的3棟列冊追蹤建物之後再以「歷史建築」申請登錄文化資產，並於2019年12月的文資審議大會中，決議將「馬崗街11、12號」登錄為新北市歷史建築，馬崗街28號則解除列冊追蹤。